# کورال پرینسس
کورال پرینسس (به انگلیسی: Coral Princess) یک کشتی است که طول آن ۲۹۴ متر (۹۶۴ فوت) و ارتفاع آن ۶۲ متر (۲۰۴ فوت) می‌باشد. این کشتی در سال ۲۰۰۲ ساخته شد.